# Потоцкий, Антоний Михаил
Антоний Михаил Потоцкий (январь 1702 — 11 апреля 1766) — государственный деятель Великого княжества Литовского, подстолий великий литовский (1728—1732), воевода белзский (1732—1763), маршалок королевы (1747—1754), генерал-лейтенант коронных войск (1754), староста грабовский и кременецкий.

## Биография
Представитель знатного польского магнатского рода Потоцких герба «Пилява». Второй сын воеводы смоленского Александра Яна Потоцкого (ум. 1714) и Терезы Тарло (ум. после 1739), брат каштеляна львовского Юзефа Потоцкого и внук польского писателя Павла Потоцкого.
В 1728 году получил должность подстолия великого Литовского, в 1729 году был избран послом на сейм. В 1732 году Антоний Михаил Потоцкий был назначен воеводой белзским.
В 1733 году поддержал избрание Станислава Лещинского на польский королевский престол. Во время правления Августа III (1734—1763) был деятелем республиканской партии, сторонник Франции и Пруссии, брал участие а тайной политике саксонского двора.
Активный политик и дипломат, хорошо знакомый с европейскими делами, один из самых просвещенных умов своей эпохи. В 1744 году опубликовал письмо в польский парламент, в котором излагал смелую программу реформ, в том числе, позволяя гражданам участвовать в заседаниях парламента и правительства. Одновременно считался нарушителем спокойствия и интриганом, известный прислужник иностранных дворов, сыграл большую роль в роспуске нескольких сеймов, особенно ключевого Гродненского сейма 1744 года, у которого были шансы реформировать казну и армию.
Владел имениями Головчин, Горки в Оршанском повете, Краснополье в Мозырском повете, после женитьбы на представительницей рода Сапег приобрел местечко Зельву в Волковысском повете, село Чарлёно в Гродненском повете и другие поместья.

## Награды
- Орден Святого апостола Андрея Первозванного
- Орден Святого Александра Невского (12.08.1730)[2]
- Орден Белого орла (1745)

## Семья
В 1730 году женился на Людвике Марии Сапеге (1695—1768), дочери маршалка великого литовского Александра Павла Сапеги (1672—1734) и Марии Криштины де Бетюн (1677—1721), вдове Александра Доминика Велёпольского (ум. 1725). Дети:
- Ян Проспер Потоцкий (ум. 1761/1762), староста гузовский, генерал-лейтенант коронной армии

## Внешние ссылки
- Генеалогия польских аристократических родов